# Olibrinus pigmentatus
Olibrinus pigmentatus är en kräftdjursart som beskrevs av Gustav Budde-Lund1913. Olibrinus pigmentatus ingår i släktet Olibrinus och familjen Olibrinidae. Inga underarter finns listade i Catalogue of Life.